# Красный Октябрь (Нурлатский район)
Кра́сный Октя́брь (чув. Хӗрлӗ Октябрь) — посёлок в Нурлатском районе  Татарстана Российской Федерации. Входит в состав Среднекамышлинского сельского поселения.

## География
Посёлок расположен на левом притоке реки Большой Черемшан, в 11 километрах к северу от города Нурлат.

## История
Основан в 1928 году. С момента образования находился в Егоркинской волости Чистопольского кантона Татарской АССР. С 10 августа 1930 года в Октябрьском (с 10 декабря 1997 года — Нурлатский) районе.

## Население
| 1938 | 1949 | 1958 | 1970 | 1979 | 1989 | 2002 |
| ---- | ---- | ---- | ---- | ---- | ---- | ---- |
| 163  | 174  | 139  | 184  | 138  | 87   | 73   |

## Экономика
Полеводство, скотоводство.